# Mánekenk

Les Mánekenks, Haushs ou Aushs, autodénommés Mánekenks sont une population indigène amérindienne, appartenant à l'ethnie considérée comme la plus ancienne de la Terre de Feu, éteinte. Ils ont habité l'archipel fuégien depuis quelque 10 000 ans.
Les Mánekenks vivaient à l'extrémité sud-est de la grande île de la Terre de Feu, au nord du Canal de Beagle dans la Péninsule Mitre, entre le Cap San Pablo et la Baie Buen Suceso. Peu nombreuse, leur ethnie est la moins connue parmi les quatre qui peuplaient cette région de l'Amérique australe. Ils furent pourtant les premiers à entrer en contact avec les navigateurs venus d'Europe. La première description des Mánekenks fut donnée par James Cook qui les rencontra dans la Baie Buen Suceso en 1768.
Comme les Onas (leurs ennemis, qu'ils craignaient beaucoup) et contrairement aux Yagans et Alakalufs ils ne savaient pas naviguer et toute leur vie se passait à terre. Il est possible cependant qu'ils aient pu, dans des temps anciens, s'aventurer jusqu'à l'Île des États. 
On estime qu'ils n'étaient pas plus de 600 lorsqu'ils furent découverts. Leur nombre fut estimé à 300 en 1850. En 1890, selon le missionnaire anglican Thomas Bridges, il n'en restait plus qu'environ 60. En 1911, selon Antonio Cotazzi, ne subsistait plus qu'une famille comprenant 4 membres. Ce peuple est aujourd'hui totalement éteint. Le fils de Thomas Bridges, Lucas Bridges, qui avait appris les langages des Onas et des Yagans, tenta d'apprendre celui des Haushs mais renonça, estimant que ce serait une perte de temps du fait de leur nombre trop restreint. 
C'étaient des chasseurs habiles, au mode de vie nomade. Ils chassaient le guanaco, et partageaient bien des coutumes avec les Onas ou Selknams, et parmi ces coutumes, leurs armes, spécialement l'usage du petit arc et de flèches en pierre, ainsi que les vêtements à base de peaux, et la pratique du rituel d'initiation des jeunes gens appelé hain.

### Filmographie
- Le Bouton de nacre (2015), essai documentaire de Patricio Guzmán, partiellement sur les Selknam